# Mikito Takayasu
Mikito Takayasu ( 1860–1938 ) fue un médico, oftalmólogo y profesor de medicina japonés, conocido por el descubrimiento de la arteritis de Takayasu. 
Graduado de la Universidad Imperial de Tokio en 1887, realizó gran parte de su carrera médica e investigadora en la Escuela de Medicina de la Universidad de Kanazawa en Kanazawa, Ishikawa.

## Biografía
Mikito Takayasu nació el 19 de julio de 1860 en la prefectura de Saga en Japón como el cuarto hijo de un sacerdote. Se graduó en medicina en la Universidad Imperial de Tokio en 1887. Tras ello, vivió en Alemania durante 2 años, donde se formó e investigó en el Hospital Charité de Berlin y en la Universidad de Leipzig. Allí, demostró por medio de colorantes de Sudán que el arco senil se produce debido a la deposición de grasa. Al regresar a Japón, trabajó Escuela de Medicina de la Universidad de Kanazawa en Kanazawa, Ishikawa, donde realizó su mayor parte de actividad médica, docente e investigadora, llegando a ser decano de la Facultad de Medicina.
Su principal contribución a la medicina fue la descripción de la conocida hoy como arteritis de Takayasu, una vasculitis que afecta las arterias grandes, especialmente la aorta y sus ramas principales.
El primer caso de arteritis de Takayasu fue descrito en abril de 1908 por Takayasu en la 12ª Reunión Anual de la Sociedad de Oftalmología de Japón. Describió el caso de una mujer de 22 años que presentaba una alteración estructural en los vasos sanguíneos de la retina. El cuadro clínico de la paciente, a la que conoció en 1905 y que no presentaba antecedentes relevantes, consistía en episodios de disminución de agudeza visual, visión borrosa y enrojecimiento de la conjuntiva ocasional. En la exploración presentaba abolición del reflejo a la luz pero lo más significativo fueron las anomalías vasculares de la retina: los vasos sanguíneos de la retina se encontraban tortuosos, con aneurismas y anastomosis con otras ramas para formar circularidad o terminaban en un extremo ciego.Se sospechó inicialmente tuberculosis o neurosífilis, sin embargo, las pruebas para ello fueron negativas. Takayasu describió que la anastomosis y los cambios aneurismáticos deberían ser los hallazgos primarios y que los demás deberían ser los hallazgos secundarios y publicó en junio del mismo año en el Journal of the Juzen Medical Society de la Universidad de Kanazawa la descripción completa del caso clínico, acompañando en la publicación una imagen de las arterias dibujadas por el mismo.Posteriormente, el médico Yoshiakira Ohnishi, profesor de la Universidad de Kyushu, publicó otro caso de una mujer con los mismos hallazgos pero en la cual además no se podía palpar su pulso en las arterias radiales bilaterales.
A raíz de esas comunicaciones, el médico Minoru Nakajima en 1921 comparó sus propios casos con informes anteriores y propuso que se los considerara como una única enfermedad. Estableció cuatro criterios: afectar los ojos bilaterales en mujeres jóvenes, anastomosis arteriovenosa alrededor del disco óptico y formación de microaneurismas en los vasos retinianos, disminución de la visión complicada con cataratas y arteria radial no palpable. Propuso llamar a esta enfermedad "enfermedad de Takayasu".Tras ello, se publicaron varias series de casos tanto dentro como fuera de Japón.
Si bien fue el primero en publicar el caso de forma metódica, probablemente la patología ya hubiera sido mencionada en la historia de la medicina: Giovanni Battista Morgagni describió una mujer de 40 años con ausencia de pulso radial, Rokushu Yamamoto describió a un hombre de 45 años con fiebre, ausencia de pulso en la arteria radial derecha y pulso muy débil en la arteria radial izquierda; entre otros.
Se retiró de la Universidad en 1924. Después de jubilarse, abrió su propia clínica cerca del Hospital Universitario. En 1933, sufrió un derrame cerebral y se mudó a Beppu en Kyushu para recuperarse. Falleció de cáncer colorrectal en Beppu el 20 de noviembre de 1938 a los 78 años. Su tumba se conserva en el Templo Hoenji cerca de la Universidad de Kanazawa donde existe una estatua en su honor.